# Max Arildskov
Max Johannes Arildskov (ur. 17 lutego 1896 w Hadsund, zm. w 1986) – duński nazistowski działacz polityczny, kolaborant podczas II wojny światowej
Był jednym z pierwszych działaczy nazistowskich w Danii. Od 1919 pracował w firmie swojego ojca. W 1932 spotkał Fritsa Clausena, po czym wstąpił do jego ugrupowania politycznego Narodowosocjalistycznej Duńskiej Partii Robotniczej (DNSAP), wzorującej się na hitlerowskiej NSDAP. Po pewnym czasie wszedł w skład jej kierownictwa. Od zajęcia Danii przez wojska niemieckie 9 kwietnia 1940, prowadził kolaborację z okupantami. Na pocz. 1943, po przegranych przez DNSAP marcowych wyborach parlamentarnych, wyszedł z partii. W maju tego roku utworzył własne ugrupowanie Det Nye Danmark (Nowa Dania). W październiku nawiązał współpracę z Duńską Obroną Ludową, grupą rozłamową z Korpusu Schalburga. Następnie przystąpił do tworzenia bojówek paramilitarnych Landstormen, które osiągnęły liczebność ok. 200 ludzi. Po zakończeniu wojny został aresztowany, po czym po procesie skazany na karę 8 lat więzienia. 9 maja 1948 wyszedł jednak na wolność.